# Iván Gabrich
Iván Gabrich (Firmat, província de Santa Fe, 28 d'agost de 1972) és un exfutbolista argentí, que jugava com a davanter.
Va començar a destacar al Newell's Old Boys, on romandria cinc anys fins que el 1996 fitxa per l'AFC Ajax holandés, on jugaria una temporada. Posteriorment militaria a la competició espanyola amb el CP Mérida, CF Extremadura i RCD Mallorca.
La seua carrera va prosseguir per Brasil, Argentina i Xile, on es va retirar el 2003 a causa de les lesions.

## Trajectòria
| Temporada | Club                            | Partits | Gols |
| --------- | ------------------------------- | ------- | ---- |
| 1991-1992 | Argentina Newell's Old Boys     | 5       | 0    |
| 1992-1993 | Argentina Newell's Old Boys     | 2       | 0    |
| 1993-1994 | Argentina Newell's Old Boys     | 26      | 5    |
| 1994-1995 | Argentina Newell's Old Boys     | 35      | 11   |
| 1995-1996 | Argentina Newell's Old Boys     | 35      | 14   |
| 1996-1997 | Països Baixos AFC Ajax          | 10      | 0    |
| 1997-1998 | Espanya UD Mérida               | 34      | 2    |
| 1998-1999 | Espanya CF Extremadura          | 32      | 2    |
| 1999-2000 | Espanya Real Mallorca           | 5       | 2    |
| 2000-2000 | Argentina Club Atlético Huracán | 25      | 5    |
| 2000-2000 | Brasil Vitória Futebol Clube    | ?       | ?    |
| 2000-2001 | Argentina Club Atlético Huracán | ?       | 2    |
| 2001-2001 | Xile Universidad Católica       | ?       | ?    |
| 2001-2002 | Xile Universidad Católica       |         | 5    |
| 2002-2002 | Argentina Club Atlético Huracán |         | 9    |
| 2002-2003 | Xile Universidad Católica       |         | 5    |